# Быков, Дмитрий Львович
Дми́трий Льво́вич Бы́ков (при рождении Зильбертруд; род. 20 декабря 1967, Москва) — русский писатель, поэт и публицист, литературный критик, радио- и телеведущий, журналист, преподаватель литературы, кинокритик. Политический мыслитель и активист, оппозиционно настроенный к современному российскому руководству, в частности к президенту России Владимиру Путину.
Биограф Бориса Пастернака, Булата Окуджавы, Максима Горького и Владимира Маяковского. Совместно с Михаилом Ефремовым регулярно издавал литературные видеовыпуски в рамках проектов «Гражданин поэт» и «Господин хороший».
С 2022 года преподаёт в Корнеллском университете (США). Министерством юстиции Российской Федерации Быков внесён в реестр СМИ — иноагентов. 30 апреля 2025 года СК РФ возбудил против Дмитрия Быкова уголовное дело по подозрению в распространении «фейков» про ВС России и уклонении от исполнения обязанностей иностранного агента.

## Биография

### Ранние годы, становление
Родился 20 декабря 1967 года в Москве, в семье детского врача-оториноларинголога, кандидата медицинских наук Льва Иосифовича Зильбертруда (1927—1987) и Натальи Иосифовны Быковой (1937—2021). Родители вскоре развелись, и ребёнка воспитывала мать, выпускница МГПИ, учительница русского языка и литературы в московской школе № 1214.
Школьником входил в совет передачи для старшеклассников Всесоюзного радио «Ровесники».
В 1984 году Быков окончил среднюю школу с золотой медалью и поступил на факультет журналистики МГУ (кафедра литературной критики).
С 1987 по 1989 год служил в армии, куда его призвали (отсрочка студентам в то время была отменена) с третьего курса университета. Службу проходил в небоевой части, работая на техтерритории: в последний год заступал на КПП или был помощником дежурного по части.
В 1991 году окончил факультет журналистики МГУ с красным дипломом.
С 1989 года выступал одним из активных участников появившегося незадолго до этого «Ордена куртуазных маньеристов» — поэтического объединения, творчество участников которого, по мнению критиков, отличала «бездна цинизма и острой сатиры, скрытая за блестящей куртуазностью». В Ордене Быков носил звание «Командора», стал соавтором нескольких опубликованных ОКМ поэтических сборников. Покинул Орден летом 1992 года, однако в числе «маньеристов» он и позднее упоминался в СМИ.
В изданном в 1997 году романе А. Г. Лазарчука и М. Г. Успенского «Посмотри в глаза чудовищ» приводятся стихи из «Чёрной тетради», якобы принадлежащие Николаю Гумилёву. На самом деле это — стилизация, и настоящим автором стихов является Дмитрий Быков.

### Писатель и журналист
С 1985 года работает в газете «Собеседник».
Член Союза писателей СССР с 1991 года.
Автор публицистических, литературоведческих, полемических статей, которые были напечатаны во множестве журналов и газет, от элитарных ежемесячников вроде «Fly&Drive» до экстравагантных таблоидов типа «Московской комсомолки» (газета издавалась в 1999—2000 годах, в 2019 году вышла книга «Дмитрий Быков 20 лет спустя. Хроники „Московской комсомолки“»); регулярно — в качестве колумниста — в изданиях:
- «Огонёк» (до 2007 года),
- «Вечерний клуб»,
- «Столица»,
- «Сельская новь»,
- «Здоровье»,
- «Общая Газета»,
- «Искусство кино» (1997—2018),
- «Новая газета» (с 1998 года),
- «Досуг в Москве»,
- «Труд» (2006—2011),
- «GQ Россия» (2006—2012),
- «Профиль» (2008—2018),
- «Компания» (2005—2008),
- «Кіевскій телеграфъ» (2001—2003),
- «Русская жизнь»,
- «Story» (с 2018 года).

В 2003—2006 годы вёл мастер-класс «Журналистское мастерство» в Институте журналистики и литературного творчества (ИЖЛТ).
В 2006—2008 годах — главный редактор арт-проекта «Moulin Rouge».

### Работа на телевидении и радио

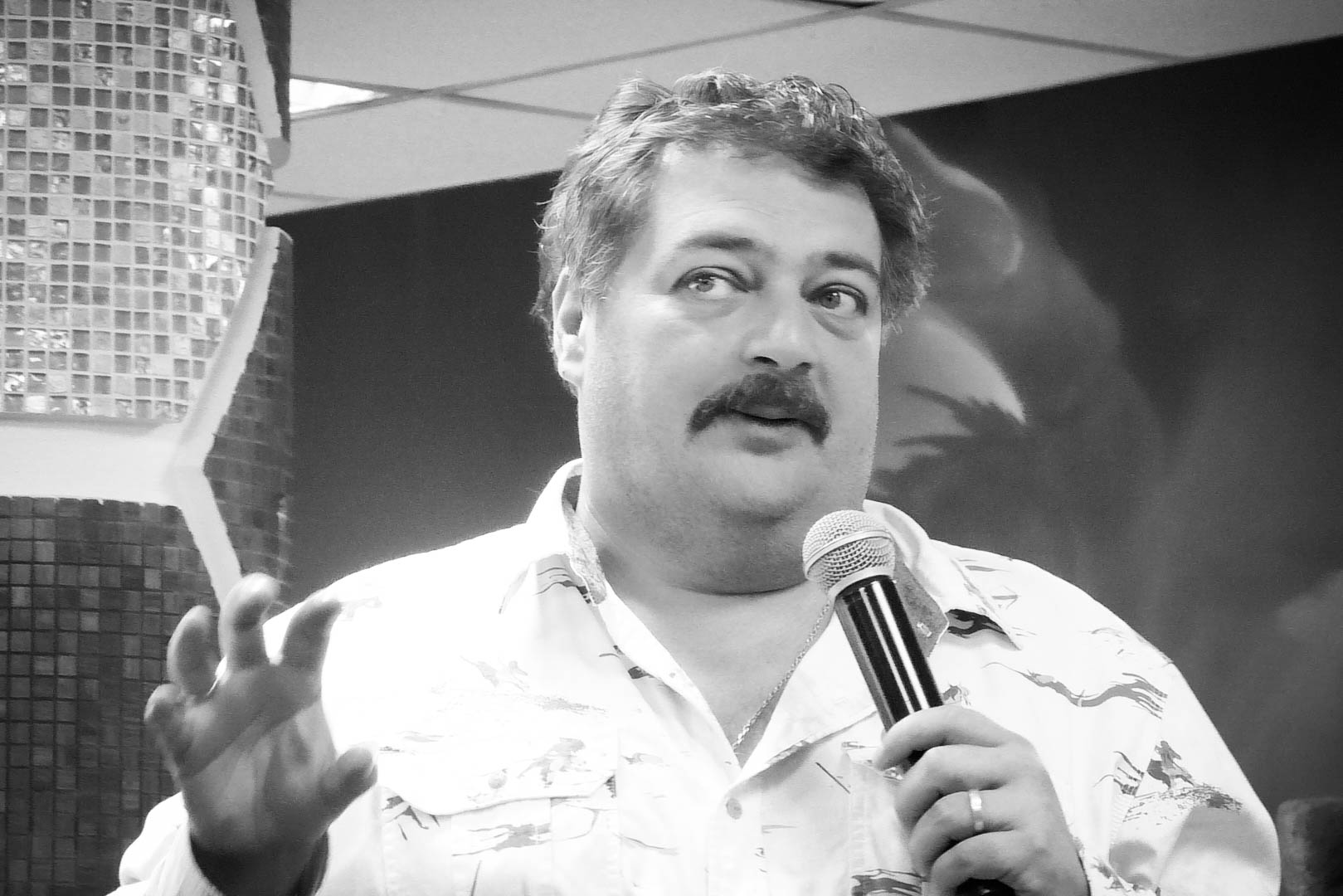
Дмитрий Быков на встрече с читателями, 2017 год

Дебютировал на телевидении в 1992 году в программе «Пресс-клуб» Киры Прошутинской. Участвовал в ТВ-проекте Сергея Лисовского в качестве ведущего и автора программ. С 1997 по 1998 год был ведущим передачи «ССР, или Скандалы, Слухи, Расследования» на канале «REN-TV». В 2000—2003 годах вёл собственную программу «ХОРОШО, БЫков!» производства АТВ, выходившую по субботам поздно вечером на канале ТВЦ, в 2000—2008 годах работал соведущим программы АТВ «Времечко» на том же канале.
В 2008 году вышел документальный фильм «Девственность», сценарий которого был написан Быковым в соавторстве с Виталием Манским.
В 2009 году был приглашённым ведущим в программе «Рождённые в СССР» (канал «Ностальгия»).
C марта 2010 по январь 2011 года вёл телевизионное ток-шоу «Картина маслом» на «Пятом канале».
С 2010 года читает лекции в лектории «Прямая речь». Прочёл лекции о Бернарде Шоу, Борисе Пастернаке, Михаиле Евграфовиче Салтыкове-Щедрине и других.
Награждён премией для журналистов «Золотое перо России — 2010», которую присуждает Союз журналистов России.
В 2011 году принимал участие в телевизионном проекте телеканала «Дождь» «Поэт и гражданин» (затем — «Гражданин поэт» на сайте F5.ru), в котором его актуальные стихи на «злобу дня», написанные в манере великих русских поэтов, читал Михаил Ефремов.
С 2011 года — постоянный ведущий программы «Колба времени» на телеканале «Ностальгия».
В 2012 году снялся в фильме Веры Кричевской «Гражданин поэт. Прогон года».
С 21 августа 2015 года выступал на канале «Дождь» с пятиминутным авторским комментарием «Всё было». В сентябре 2015 года на «Дожде» стартовала программа «Сто лекций с Дмитрием Быковым». В цикле литературоведческих лекций Дмитрий рассказывал о русской литературе с 1900 по 1999 год, в каждой передаче подробно останавливаясь на одном произведении, опубликованном в соответствующем году. В рамках цикла Быков также читал обобщающие лекции, не привязанные к конкретному году, а также отдельно останавливался на некоторых произведениях для детей и юношества. Цикл выходил до декабря 2017 года.
С 3 января 2019 по 26 ноября 2021 года — автор и ведущий цикла передач «Нобель» на «Дожде», в котором повествовал о достижениях лауреатов Нобелевской премии по литературе.
На радио:
- В 2005—2006 годах был одним из ведущих вечернего шоу на радиостанции «Юность» (ВГТРК).
- С 2006 по 2012 год вёл программу «Сити-шоу с Дмитрием Быковым» на радио «Сити-FM».
- С февраля 2012 по апрель 2013 года — соведущий радиопрограммы «Новости в классике» на Коммерсантъ FM.
- С июня 2015 по февраль 2022 года — ведущий радиопрограммы «Один» на «Эхо Москвы».

### Преподавательская работа
Дмитрий Быков преподавал в московских средних школах «Золотое сечение» и «Интеллектуал» литературу и историю советской литературы, ранее в 1990-е годы много работал в школе № 1214. До 2014 года являлся профессором кафедры мировой литературы и культуры МГИМО МИД России, также сотрудничал с МПГУ. Быков считает, что «эта работа более осмысленная, чем журналистика, более насыщенная пользой».
Выступал с лекциями также за границей, в Принстонском университете, Брандейском университете, Кембриджском университете, Колледже искусств и гуманитарных наук Мэрилендского университета.

### Литературные предпочтения
В 2009 году Дмитрий Быков рассказывал:

Я активно не люблю Борхеса, Кортасара, Сэлинджера, Гессе, Пинчона, Мураками, обоих Бартов, Роб-Грийе, Берроуза, Керуака и Лири. Я люблю американцев-южан от Фолкнера до Капоте. Мне не нравится весь Фаулз, кроме «Коллекционера», но нравятся Пелевин, Успенский и Лазарчук. Я никому не желаю ничего плохого, но считаю, что Бориса Кузьминского, Дмитрия Кузьмина и Вячеслава Курицына не существует в природе.
Лучшими книгами, когда-либо написанными, я считаю «Уленшпигеля» Де Костера, «Исповедь» блаженного Августина, «Потерянный дом» Александра Житинского, «Анну Каренину» Льва Толстого и «Повесть о Сонечке» Марины Цветаевой.

В ноябре 2012 года, на презентации своего сборника «Советская литература. Краткий курс», Дмитрий Быков, отвечая на вопрос о современных русских писателях, сказал:

Из поэтов я бы назвал Михаила Щербакова, Олега Чухонцева, Марину Кудимову… Игоря Караулова, Марину Бородицкую, которая пишет замечательные детские и взрослые стихи. Продолжает работать Рейн, продолжает работать Матвеева, Кушнер продолжает писать замечательные стихи, это всё заслуживает изучения. Из прозы: Валерий Попов — безусловно, Александр Житинский — безусловно. Мне интересно всё, что делает Пелевин, и я считаю, что это крупный автор… И Прилепин тоже хороший автор, как бы его ни «заносило», его «заносы» интереснее, чем трезвомыслие большинства остальных. Алексей Иванов — очень интересный автор. По-прежнему очень интересно работает Александр Кузьменков в Братске, мало кому известный, но замечательный автор. Гениальным писателем я считаю Дениса Драгунского, во всяком случае, не хуже отца. И Ксения Драгунская — замечательный автор.

Отвечая на вопрос: «Кто из ныне живущих писателей больше всего достоин места в истории», Дмитрий Быков назвал Фазиля Искандера и Людмилу Петрушевскую.
Из фантастов Быков назвал Михаила Успенского, Андрея Лазарчука, Сергея Лукьяненко, Марию Галину и Вячеслава Рыбакова, добавив, что считает фантастику лучшей литературой, и что фантастику надо изучать в школе.
Выступает с критикой творчества Сергея Довлатова, поводом чему, как считает И. Толстой, является раздражение от большой популярности Довлатова.

### Политическая и общественная деятельность

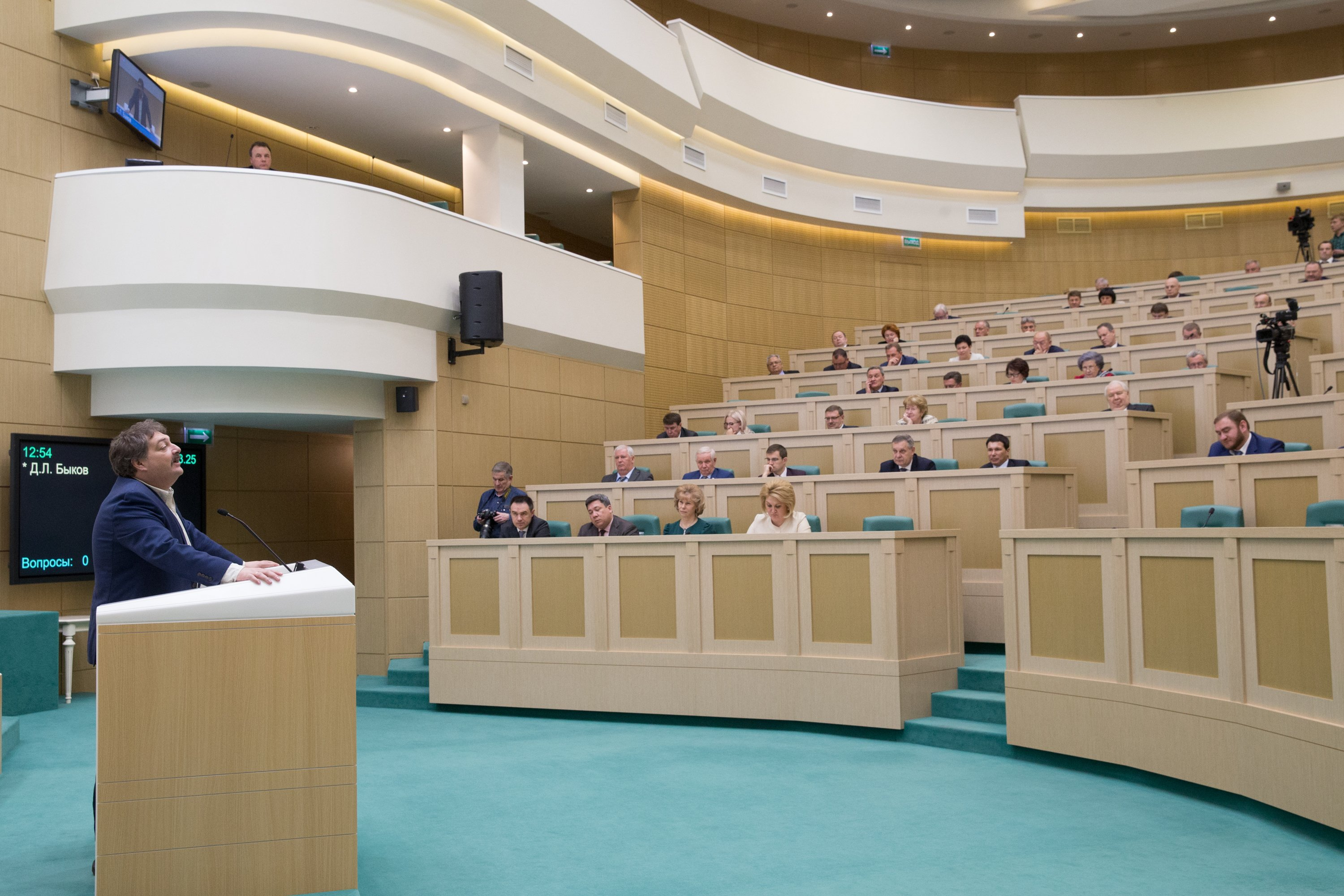
Дмитрий Быков выступил на заседании Совета Федерации, 8 ноября 2017

Дмитрий Быков — убеждённый антисталинист. По его мнению, «Сталин принял Россию страной с высочайшим интеллектуальным потенциалом, с лучшей в мире культурой, с фантастическим энтузиазмом масс… Сталин 30 лет превращал Россию в скучнейшую и гнуснейшую страну мира — страну, в которой пятилетняя военная пауза, со всеми кошмарами войны, воспринималась как глоток свежего воздуха…»
Дважды отказался от персонального приглашения на встречу деятелей культуры с Владимиром Путиным — 7 октября 2009 года (объяснял, что не хотел в день рождения Путина говорить ему неприятные вещи) и 29 апреля 2011 года (в связи с нахождением в другом городе); при этом в 2010 году Быков отказался подписывать обращение «Путин должен уйти» ввиду его «неактуальности».
10 декабря 2011 года принял участие и выступал на митинге протеста на Болотной площади против фальсификации результатов выборов в Госдуму РФ шестого созыва. Вошёл в оргкомитет следующих манифестаций. Свою активизацию мотивировал тем, что «надоело такое ощущение власти и такая атмосфера в стране». На «прямую линию» Путина, запомнившуюся телезрителям репликой о бандерлогах, откликнулся сатирическими стихами «Свежий закон джунглей», прозвучавшими 19 декабря в эфире радиостанции «Эхо Москвы».
По результатам интернет-голосования на странице Facebook вошёл в топ-10, кого граждане хотят видеть и слушать на протестном митинге на проспекте Сахарова 24 декабря 2011 года. В своём выступлении на митинге Быков предсказал скорое появление новой политической элиты, а завершил речь афоризмом «История поставила на нас — и положила на них».
В январе 2012 года стал одним из учредителей Лиги избирателей.
4 февраля 2012 года принял участие в «антипутинском» протестном митинге на Болотной площади, где присоединился к требованию освободить всех политзаключённых. Среди множества оригинальных оппозиционных плакатов на митинге одним из лучших признали плакат Быкова «Не раскачивайте лодку — нашу крысу тошнит!», ставший откликом на известную фразу Путина о «раскачивании лодки» на итоговом пленарном заседании Госдумы пятого созыва (23 ноября 2011 года).
22 октября 2012 года на выборах Координационного совета оппозиции РФ по общегражданскому списку занял второе место, набрав 38,5 тыс. голосов из 81 тысячи избирателей, уступив только А. Навальному, получившему 43 тыс. голосов.
В марте 2014 года вместе с рядом других деятелей науки и культуры выразил своё несогласие с аннексией Крыма Российской Федерацией. Спустя пять лет Быков подчеркнул, что считает аннексию Крыма неправильным шагом и даже трагедией, подчёркивая, что аналогичная трагедия произошла и в Донбассе.
По мнению Быкова, Россия — особая страна, в которой даже «физические законы действуют весьма избирательно», сама же «Россия щеляста, и потому тоталитаризм в ней невозможен», он считает, что «российский народ охотно идёт вслед за любым вождём, лишь бы не думать самому». По его мнению, «российская реальность отвратительна, сделать революцию очень хочется и не так уж трудно, но это решительно ни к чему не приведёт, кроме моря крови и нескольких десятилетий интеллектуального мегасрача».
К либерализму Быков относится резко отрицательно. После трагедии Норд-Оста в 2002 году: «Либерализм сегодня — это точный, трусливый и подлый выбор слабака. Он знает, где сила, и противостоять этой силе боится». В 2016 году он повторил тезис почти в той же формулировке: «либерализм очень часто является трусливым выбором слабака, потому что это знак неготовности противостоять злу. И иногда действительно толерантность бывает отвратительна. Уже дотерпелись до того, что терпят вещи совершенно несовместимые с жизнью (не говорю — с моралью)». Но далее: «человек я по вкусам своим скорее консервативный. Ну, что даже поделать, если в России консерватизм в последнее время (а впрочем, и всегда) понимается, как поддержка репрессий. Ну что же? Какое это имеет отношение к консерватизму? Это, наоборот, деструкция полная, разрушение. Но тем не менее консерватором называется тот, кто призывает всё запретить и всех убить».
Как заявляет Быков: «Я никогда не ставил своей задачей влиять на мнение россиян. Я ставлю себе задачу напоминать людям, что есть абсолютные ценности, а дальше они пусть думают сами».
«Условно говоря, советская власть была очень плохим человеком, а то, в чём мы живем сегодня, — это труп очень плохого человека», — считает Быков.
В декабре 2016 поддержал осуждённого в России украинского режиссёра Олега Сенцова.
8 ноября 2017 года Быков выступил в ходе «Времени эксперта» в Совете Федерации. В выступлении он говорил о детях и молодёжи и «рисках проиграть гениальное поколение».
8 января 2018 года Быков принял участие в президентской избирательной кампании Ксении Собчак, выступив с лекцией «Ксения Собчак как героиня русской литературы».
С июля 2022 года внесён в украинскую базу «Миротворец».

#### Высказывания о коллаборационизме
В январе 2019 года на «Дилетантских чтениях» Быков заявил о намерении после «новой перестройки» подготовить для сборника ЖЗЛ биографию генерала Андрея Власова и выразил мнение о том, что Великую Отечественную войну можно рассматривать как продолжение войны Гражданской. Говоря об истреблении евреев на оккупированной территории СССР, Быков сказал:

И те, кто собирался жить в свободной России, освобождённой гитлеровцами, вынужден был согласиться с тем, что на подконтрольной гитлеровцам территории полностью истребляли евреев. Такой ценой покупать российское счастье, я думаю, никто не был готов. И это ещё одна роковая кривизна российской истории. Понимаете, я абсолютно уверен, что Гитлер бы добился той или иной, но всё-таки популярности в России, если бы истребление евреев (и, как частный случай, цыган) не было бы его главной задачей.
После этого в Генпрокуратуру поступила волна обращений с просьбой провести проверку этих высказываний на признаки нарушений статьи 354.1 УК РФ «Реабилитация нацизма». В эфире программы «Один» на радиостанции «Эхо Москвы» Быков заявил, что не пытался оправдывать ни нацистов, ни власовцев: он всего лишь цитировал некоторых белоэмигрантов, которые и считали Великую Отечественную войну продолжением Гражданской войны. В то же время Быков сказал, что не мог «держать в руках кавычки» и объяснить, что цитирует кого-либо, а по поводу написания биографии Власова высказался, что хотел всего лишь исследовать мотивы сотрудничества русских коллаборационистов с Гитлером.

### Отравление
16 апреля 2019 года в Уфе, куда Дмитрий Быков приехал выступать с лекцией, он был госпитализирован в отделение нейрореанимации больницы скорой медицинской помощи № 22 с подозрением на инсульт, диагноз не подтвердился. В больнице у Быкова начался отёк мозга, он был введён в медикаментозную кому. Согласно заявлению Минздрава Башкирии от 17 апреля 2019 года, «состояние писателя остаётся стабильно тяжёлым».
Вечером 17 апреля официальный представитель Быкова Светлана Большакова рассказала, что причиной госпитализации стал скачок уровня глюкозы в крови, повлёкший за собой гипергликемическую кому.
В ночь на 19 апреля Быков спецбортом, организованным редакцией «Новой газеты», был доставлен в Москву и помещён в НИИ имени Бурденко, оставаясь в стабильно тяжёлом состоянии.
Председатель редакционного совета «Новой газеты» Дмитрий Муратов сообщил 20 апреля, что в состоянии здоровья Быкова наблюдаются положительные изменения. 21 апреля Муратов сообщил, что в связи с улучшением самочувствия Быков был переведён на самостоятельное дыхание (в НИИ им. Бурденко), он реагирует на обращение врачей и близких.
23 апреля Быков опубликовал колонку в журнале «Русский пионер», где охарактеризовал свою проблему со здоровьем как «гротескную». Сама колонка была посвящена критике российской действительности.
25 апреля, выступая в программе «Один», записанной для радио «Эхо Москвы» ещё в больнице, Быков назвал причиной своей госпитализации отравление.
29 апреля Быкова выписали из госпиталя имени Бурденко. Он сообщил, что уже приступил к работе и заявил: «Наверное, я многих огорчу, но я давно так хорошо себя не чувствовал».
По данным журналистского расследования The Insider и Bellingcat, отравление было неудачным покушением на убийство. Его организовали те же сотрудники ФСБ, которые организовали отравление Алексея Навального и Владимира Кара-Мурзы. По мнению анестезиолога-реаниматолога Александра Полупана, который был лечащим врачом Быкова, а позже участвовал в консилиуме врачей в Омске после отравления Алексея Навального, Быков был отравлен ФОС, как и Навальный.

### Деятельность после 2020 года
В феврале 2020 года на видеохостинге YouTube был запущен видеопроект «ЖЗЛ (примечание: Жалкая Замена Литературы) с Дмитрием Быковым». Первым гостем программы Быкова стал Михаил Ефремов.
В сентябре 2020 года подписал письмо в поддержку протестных акций в Белоруссии.
Осенью 2021 года Дмитрий Быков уехал из России в США.
29 июля 2022 года Министерство юстиции России внесло Быкова в реестр СМИ — «иностранных агентов».
После начала полномасштабного вторжения России на Украину в 2022 году выступающих против войны с Украиной российских писателей, в том числе и Дмитрия Быкова, начали преследовать и «отменять»: их книги прекращают продавать и выпускать, на писателей заводят уголовные дела. 13 декабря 2023 года российские пранкеры Владимир Кузнецов (Вован) и Алексей Столяров (Лексус) под видом бывшего министра культуры Украины Александра Ткаченко поговорили с писателем Борисом Акуниным, который заявил, что «готов помочь Киеву». Аналогичный разговор у этих пранкеров был и с Дмитрием Быковым, который сказал, что ему «обидно за убийство русских», однако у него нет претензий к Украине. После этого издательство «АСТ», торговая сеть «Читай-город» и интернет-сервис «Литрес» заявили, что прекращают распространение книг Бориса Акунина и Дмитрия Быкова в связи с их общественно-политической позицией.

## Семья
- Первая жена — биолог Надежда Георгиевна Гурская (род. 1969)[102], старший научный сотрудник лаборатории биофотоники Института биоорганической химии РАН[103].
- Вторая жена — писательница и журналистка Ирина Владимировна Лукьянова[80][104]. Работала в журналах «Ломоносов» (2002—2003 годы), «Карьера» (2003—2005 годы) у Е. Додолева, «Город женщин», «Крестьянка» (2008 год); автор повестей, рассказов, романов и художественных переводов, а также колумнист газеты «Собеседник». В соавторстве с мужем написаны две книги: «Зверьки и зверюши» (АСТ и «Астрель», 2008)[105] и «В мире животиков» (2001).
  - Дети — дочь Евгения, сын Андрей.
- Третья жена (с 2019 года) — прозаик Екатерина Теймуразовна Кевхишвили (род. 1997)[102].
  - Сын — Шервуд (родился 30 октября 2020 года) (назван в честь Шервуда Андерсона).
- Дядя — Григорий Иосифович Зильбертруд (1929—1994)[106], детский оториноларинголог, кандидат медицинских наук (1966)[107][108][109].
- Дед по матери — Иосиф Соломонович Лотерштейн (1912, Бердичев — 1998, Москва), начальник автобазы, участник Великой Отечественной войны, майор артиллерийско-технической службы, кавалер ордена Красной Звезды (1944)[110][111].

## Награды и премии
Литературные премии:
- 2004 — Международная литературная премия имени А. и Б. Стругацких за роман «Орфография»[112];
- 2005 — 50 самых ярких дебютов в прозе начала третьего тысячелетия по версии газеты «Литературная Россия» за роман «Оправдание»[113];
- 2006 — Международная литературная премия имени А. и Б. Стругацких за роман «Эвакуатор»;
- 2006 — премия «Бронзовая улитка» за роман «Эвакуатор»[114];
- 2006 — премия «Национальный бестселлер» за книгу «Борис Пастернак»[115];
- 2006 — премия «Большая книга» за книгу «Борис Пастернак»[3];
- 2007 — Международная литературная премия имени А. и Б. Стругацких за роман «ЖД»;
- 2007 — финалист премий «Большая книга»[116] и «Национальный бестселлер»[5] (роман «ЖД»);
- 2008 — премия «Портал» за рассказ «Отпуск»;
- 2009 — премия «Бронзовая улитка» за роман «Списанные»[117];
- 2011 — премия «Портал» за роман «Остромов, или Ученик чародея»;
- 2011 — премия «Национальный бестселлер» за роман «Остромов, или Ученик чародея»[6][118];
- 2011 — 3-я премия «Большая книга» за роман «Остромов, или Ученик чародея»;
- 2012 — финалист Бунинской премии (книги стихов: «На самом деле», «Отчёт: стихотворения, поэмы, баллады»);
- 2013 — Международная литературная премия имени А. и Б. Стругацких за роман «Икс».
- 2018 — 3-я премия «Большая книга» и победа по результатам интернет-голосования за роман «Июнь»[4].

## Членство в организациях
- ВЛКСМ[119]
- Союз писателей (с 1991 года)[27]
- Координационный совет российской оппозиции — распущен в 2013 году[120]

## Библиография и роли

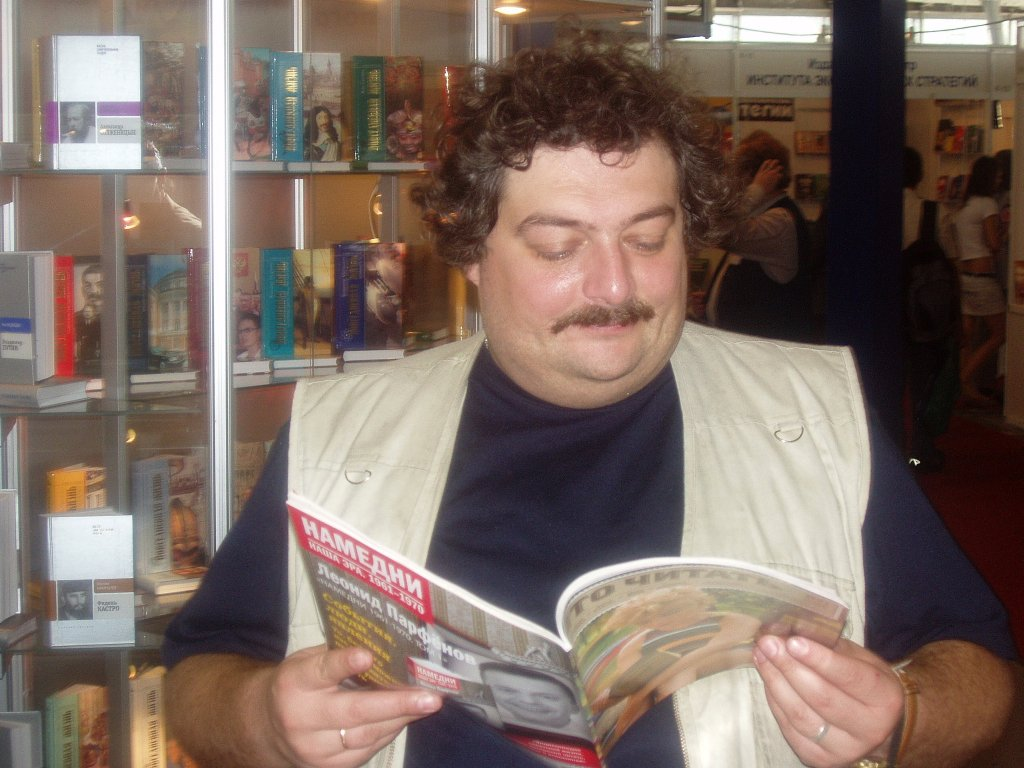
Дмитрий Быков в 2008 году